# ヌママングース
ヌママングース（Atilax paludinosus）は、マングース科ヌママングース属に分類される食肉類。本種のみでヌママングース属を構成する。

## 分布
アンゴラ、ウガンダ、エチオピア西部、ガーナ、ガボン、カメルーン、ガンビア、ギニア、ギニアビサウ、ケニア、コートジボワール、コンゴ共和国、コンゴ民主共和国、ザンビア、シエラレオネ、ジンバブエ、スーダン南部、スワジランド、赤道ギニア、セネガル、ソマリア、タンザニア、チャド南部、中央アフリカ、トーゴ、ナイジェリア、ナミビア北部および南部、ニジェール南部、ブルキナファソ、ブルンジ、ベナン、ボツワナ北部、マラウイ、南アフリカ共和国、モザンビーク、リベリア、ルワンダ、レソト

## 形態
体長45-60センチメートル。尾長25-40センチメートル。体重2-4キログラム。体型は頑丈。頭部は大型。尾は短い。背面の毛衣は黒や黒褐色、暗褐色、赤褐色と変異が大きい。
歯列は門歯が上下6本、犬歯が上下2本、小臼歯が上下6本、大臼歯が上下4本で計36本。四肢は長い。指趾の数は5本。指趾の間には水かきがない。

## 分類
10亜種に分かれる。
- Atilax paludinosus paludinosus　(Cuvier, 1829)
- Atilax paludinosus rubellus　(Thomas & Wroughton, 1908
- Atilax paludinosus transvaalensis　Roberts, 1933 - など

## 生態
河川、湿原、サバンナ、森林などに生息する。半水棲で、水中を泳いだり潜水も行う。夜行性だが昼間に活動することもある。単独もしくは家族群を形成して生活する。
食性は動物食で、小型哺乳類、鳥類、爬虫類、両生類、魚類、昆虫、甲殻類などを食べる。
繁殖形態は胎生。南アフリカ共和国の個体群は8-12月にヨシなどを積み上げた巣の中で、1回に1-2頭の幼獣を産む。